# Peñagrande (metrostation)
Peñagrande is een metrostation in het stadsdeel Fuencarral-El Pardo van de Spaanse hoofdstad Madrid. Het station werd geopend op 29 maart 1999 en wordt bediend door lijn 7 van de metro van Madrid.